# Urocolius macrourus
L'uccello topo nucablu o uccello topo nucazzurra (Urocolius macrourus (Linnaeus, 1766)) è un uccello appartenente alla famiglia Coliidae, diffuso in Africa.

## Etimologia
L'epiteto specifico si ottiene dalla combinazione dei termini greci μακρὀς (makrós) = lungo e οὐρά (urá) = coda, in riferimento alla peculiare caratteristica anatomica della specie.

## Descrizione
Si tratta di un uccello di medie dimensioni i cui adulti raggiungono i 14  cm; il corpo è grigio cenere, la testa è munita di una vistosa cresta, mentre la nuca presenta una vivace tonalità azzurra. Le ali sono verdastre, con le piume sottostanti sono azzurre. Il ventre si presenta più chiaro e il rostro è rosa o rossastro, ma quasi nero all'estremità. La coda è lunga quasi il doppio del resto del corpo.

## Biologia

### Comportamento
Così come per gli altri coliidi, il nome "uccello topo" si deve al fatto che questo animale è in grado di muoversi rapidamente sul terreno, in modo molto simile ai topi. È inoltre in grado di alimentarsi in ogni posizione, anche capovolto.

### Alimentazione
Il regime alimentare è costituito prevalentemente da frutta, foglie, fiori e gemme.

## Distribuzione e habitat
La specie è diffusa nell'Africa subsahariana, ed è presente in Mauritania, Senegal, Gambia (occasionale), Guinea-Bissau, Mali, Burkina Faso, Niger, Benin, Nigeria, Ciad, Sudan, Sudan del Sud, Eritrea, Gibuti, Etiopia, Somalia, Camerun, Repubblica Democratica del Congo, Uganda, Kenya, Ruanda, Burundi e Tanzania.
L'habitat è rappresentato dalle zone aride o boscose, più o meno aperte, al di sotto dei 1.600 m di quota.

## Tassonomia
Sono state individuate sei diverse sottospecie:
- U. m. macrourus (Linnaeus, 1766) - dalla Mauritania, dal Senegal e dal Gambia fino all'Etiopia
- U. m. laeneni (Niethammer, 1955) - Niger
- U. m. abyssinicus Schifter, 1975 - dall'Etiopia centrale e meridionale alla Somalia nord-occidentale
- U. m. pulcher (Neumann, 1900) - dal Sudan sud-orientale e dalla Somalia meridionale fino al Kenya, all'Uganda nord-orientale ed alla Tanzania settentrionale
- U. m. griseogularis van Someren, 1919 - dal Sudan meridionale e dalla Repubblica Democratica del Congo orientale alla Tanzania occidentale
- U. m. massaicus Schifter, 1975 - Tanzania centrale e orientale

## Conservazione
La popolazione globale di questa specie non è stata esattamente quantificata, ma da stime effettuate appare in lieve calo numerico; tuttavia, tenendo conto che il taxon risulta alquanto frequente all'interno del proprio areale, e considerando la vastità del territorio occupato (circa 5.780.000 km2), la lista rossa IUCN attribuisce ad Urocolius macrourus lo status "LC" (rischio minimo).

## Galleria d'immagini

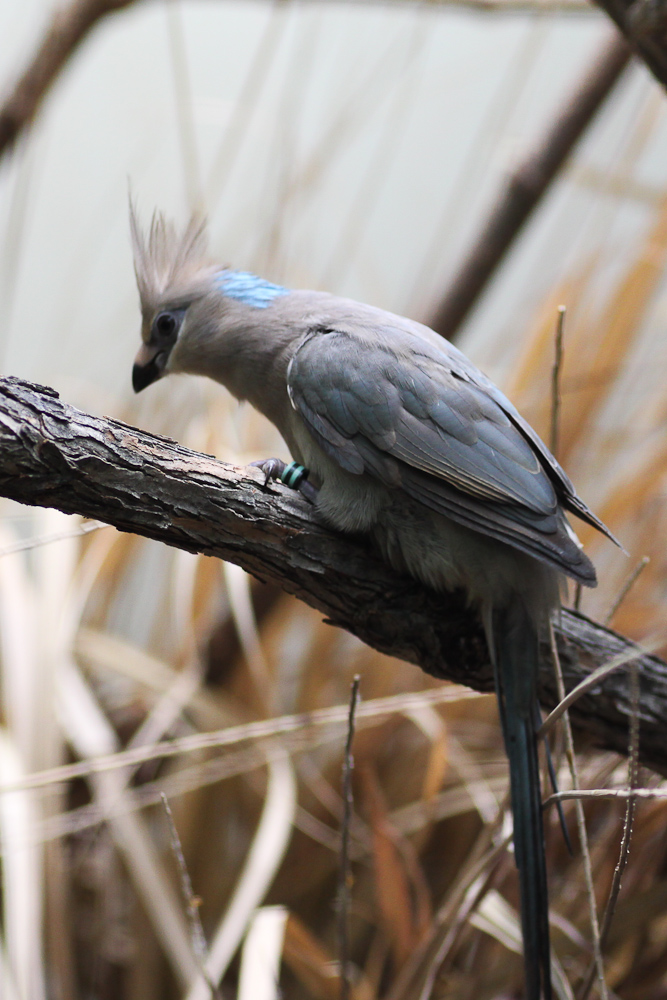
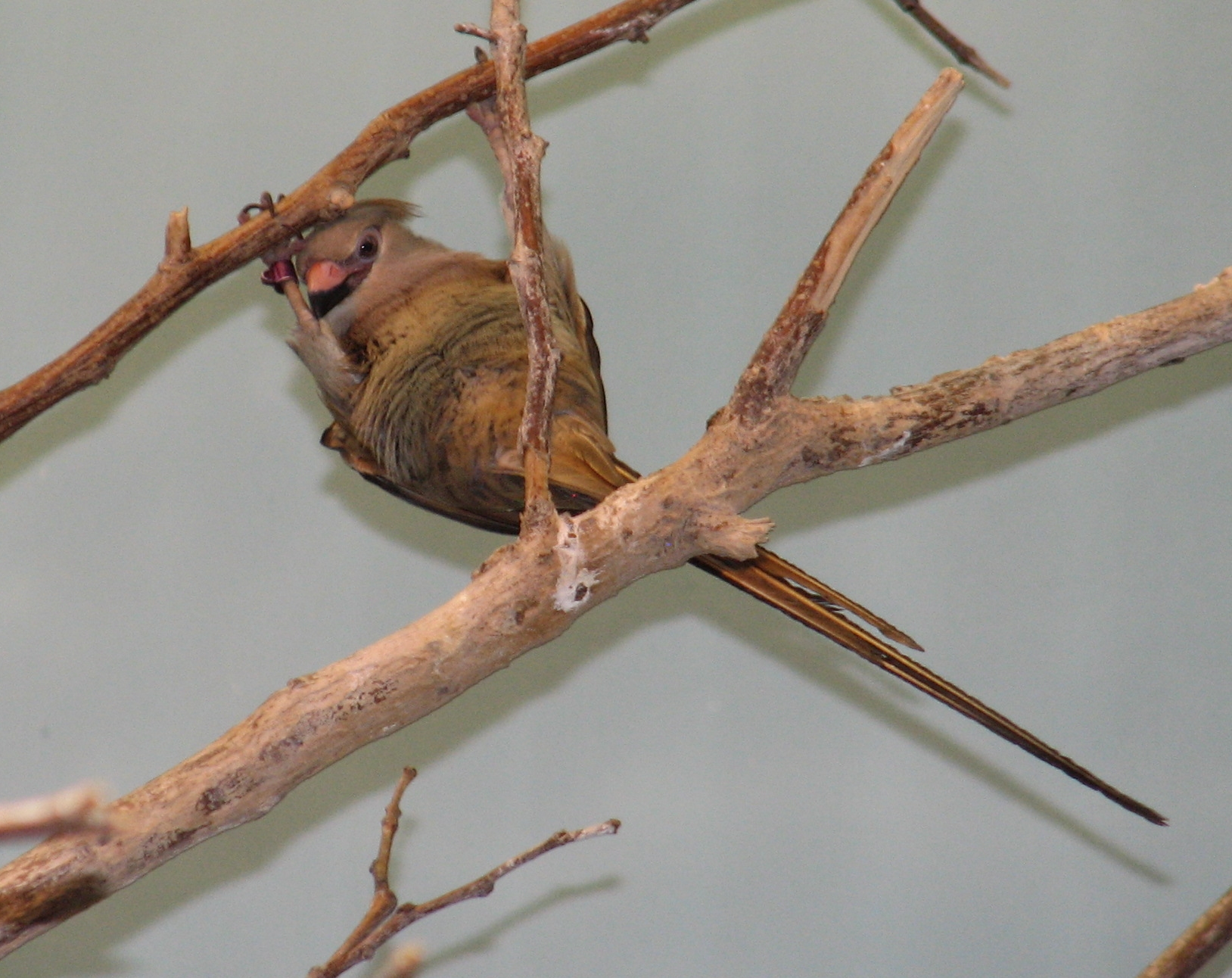
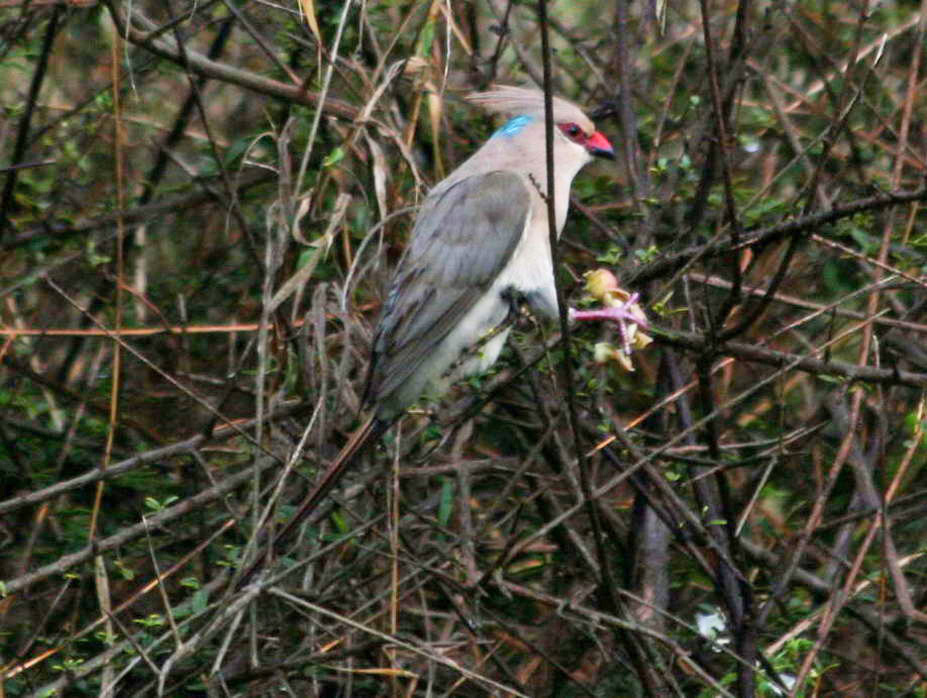
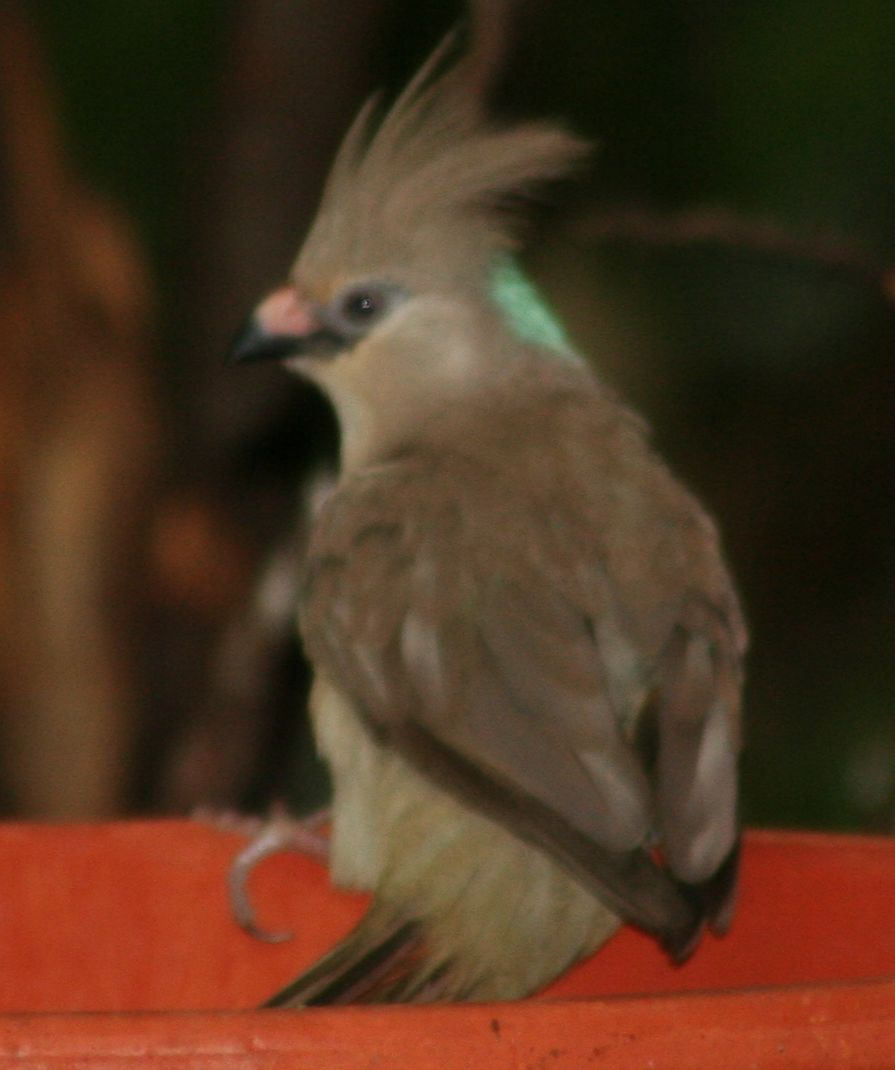
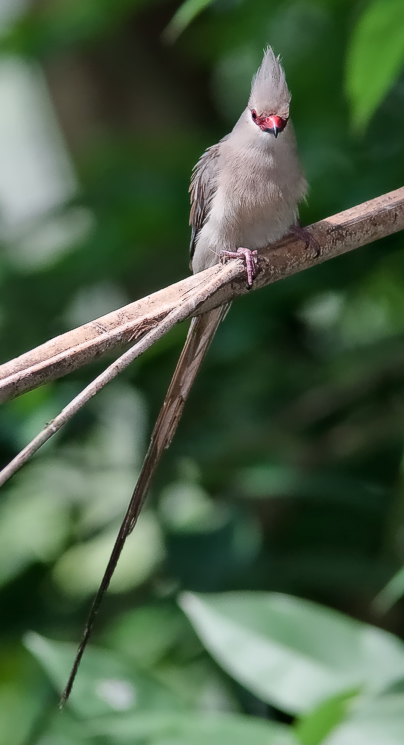
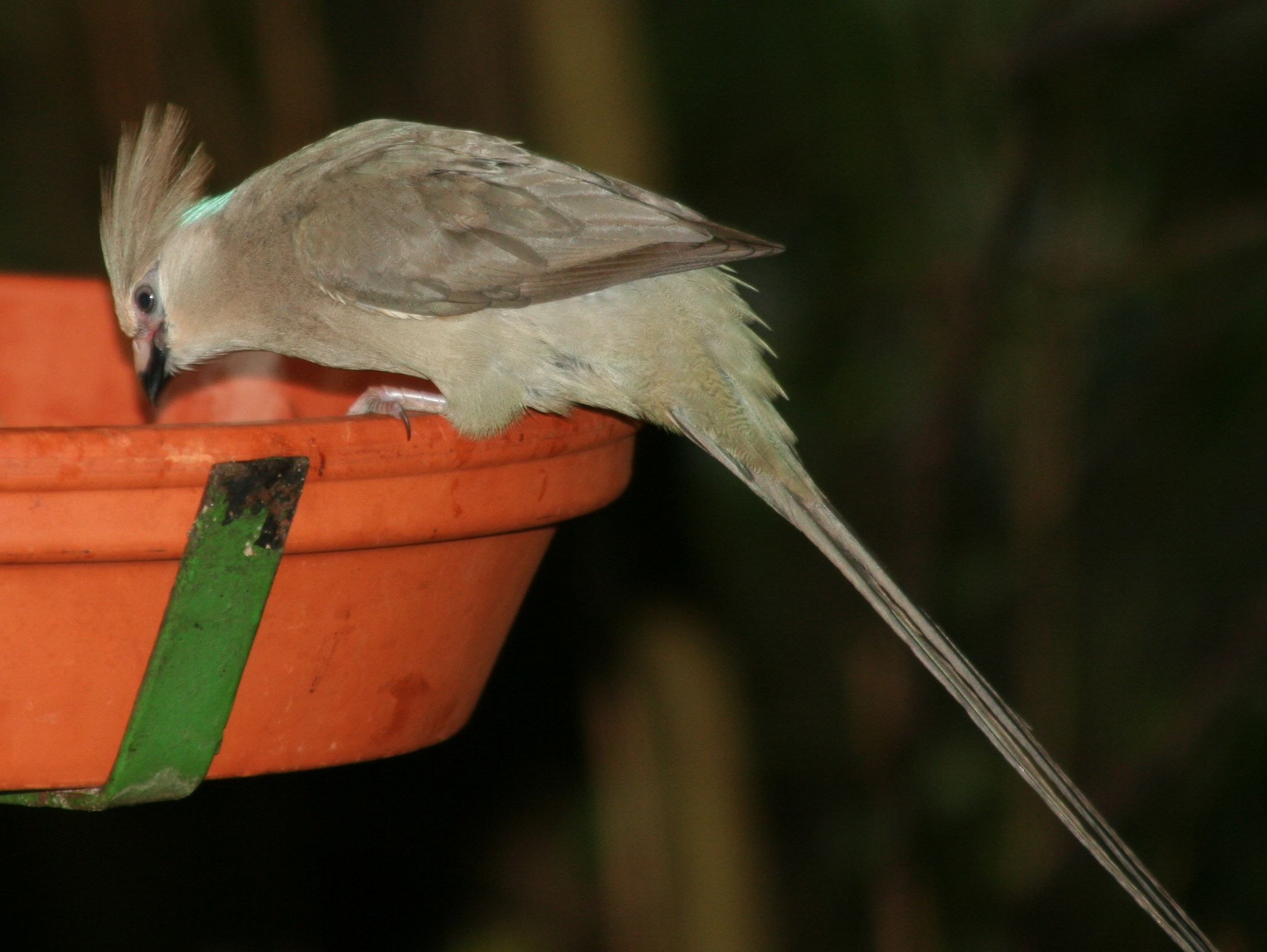